# Wolbach
Wolbach és una població dels Estats Units a l'estat de Nebraska. Segons el cens del 2000 tenia 287 habitants.

## Demografia
Segons el cens del 2000, Wolbach tenia 287 habitants, 128 habitatges, i 77 famílies. La densitat de població era de 163 habitants per km².
Dels 128 habitatges en un 30,5% hi vivien nens de menys de 18 anys, en un 49,2% hi vivien parelles casades, en un 10,2% dones solteres, i en un 39,1% no eren unitats familiars. En el 37,5% dels habitatges hi vivien persones soles el 21,9% de les quals corresponia a persones de 65 anys o més que vivien soles. El nombre mitjà de persones vivint en cada habitatge era de 2,24 i el nombre mitjà de persones que vivien en cada família era de 3.
Per edats la població es repartia de la següent manera: un 25,4% tenia menys de 18 anys, un 7% entre 18 i 24, un 27,2% entre 25 i 44, un 17,8% de 45 a 60 i un 22,6% 65 anys o més.
L'edat mediana era de 39 anys. Per cada 100 dones de 18 o més anys hi havia 82,9 homes.
La renda mediana per habitatge era de 25.536 $ i la renda mediana per família de 37.750 $. Els homes tenien una renda mediana de 26.667 $ mentre que les dones 16.875 $. La renda per capita de la població era de 13.472 $. Aproximadament el 10,1% de les famílies i el 14,7% de la població estaven per davall del llindar de pobresa.

## Poblacions més properes
El següent diagrama mostra les poblacions més properes.